# Dianthidium sonorum
Dianthidium sonorum là một loài Hymenoptera trong họ Megachilidae. Loài này được Michener mô tả khoa học năm 1942.